# Fiat 133
La Fiat 133 è una autovettura prodotta dal 1974 al 1982 dal gruppo FIAT, anche attraverso l'allora controllata SEAT.

## Storia
Presentata al Salone dell'Automobile di Barcellona nel maggio 1974, rappresenta un Progetto FIAT accantonato, riproposto per la SEAT quale erede delle anziane SEAT 600 e SEAT 850, che cominciavano ad accusare il peso degli anni, e destinata anche ai mercati meno esigenti e in via di sviluppo (ad esempio Finlandia, Sudamerica e Turchia, dove veniva venduta con marchio FIAT, mentre in Spagna, Portogallo, Germania e Paesi Bassi con marchio SEAT). Oggi verrebbe definita una economica, antesignana della Fiat Palio del 1996.
In buona sostanza, la 133 era una 850 con carrozzeria ridisegnata: dell'utilitaria FIAT, infatti, conservava l'intera meccanica (telaio e motore posteriore longitudinale a sbalzo di 843 cm³ da 34 cavalli), incluso il passo di 202 cm. Non a caso, infatti, i primi esemplari montavano gli stessi cerchi da 12' e relativa borchia coprimozzo montata a scatto della Fiat 850; successivamente saranno impiegati quelli della Fiat 127. La carrozzeria, di nuovo disegno, era però una sorta di ibrido fra quella della Fiat 126, a cui s'ispiravano frontale e coda, e quella della Fiat 127 a cui assomigliava la parte centrale della vettura. Il risultato finale fu un'automobile di 345 cm di lunghezza, 142 di larghezza e 132 di altezza e di circa 690 kg di peso, misure che la collocavano a cavallo tra la "piccola" 126 e l'utilitaria 127. 

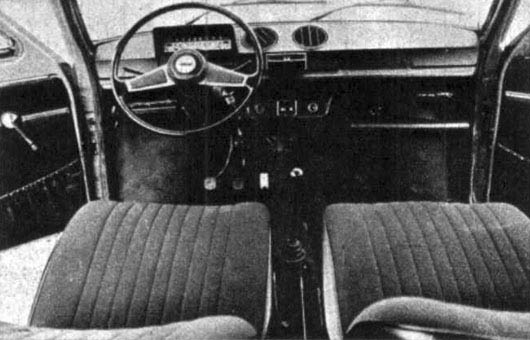
Gli interni

Gli interni erano specifici e di modesto livello estetico e qualitativo, e riprendevano in buona parte quelli, ormai datati, della stessa 850, con strumentazione ridotta al tachimetro e all'indicatore di livello carburante; anche l'abitabilità non era eccezionale. Tuttavia, nel concorso "Auto dell'anno" 1975 giunse al nono posto con 6 voti.
Prodotta negli stabilimenti spagnoli fino al 1979, veniva distribuita col marchio SEAT in Spagna e in Portogallo e, dall'ottobre 1974 con il marchio FIAT (con la dicitura "Made by SEAT") in Germania, in Francia, in Belgio e in Paesi Bassi. Dal giugno 1975 fu venduta anche in Gran Bretagna, attraverso le concessionarie FIAT, dato che la SEAT non era provvista di una rete commerciale locale.

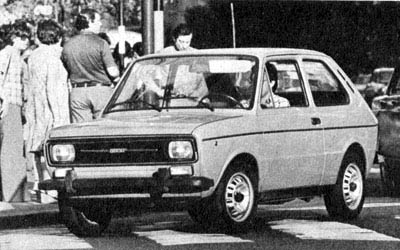
Fiat 133 argentina

Dall'aprile del 1977 fu assemblata anche in Egitto sia per il mercato interno che per l'esportazione verso l'Iraq. Nello stesso anno e fino al 1982 fu costruita anche dalla FIAT in Argentina in 15.821 esemplari, presso lo stabilimento di Córdoba in due allestimenti, "Standard" e "Deluxe". Quest'ultima presentava una mascherina in plastica anteriore, di colore grigio, senza nessuna funzione se non estetica - che comunque ne cambiava la fisionomia rispetto alla versione SEAT - fascioni in plastica nera e modanature di protezione laterali. Come optional poteva montare le ruote a cerchi forati al posto di quelle della Fiat 850. Fu distribuita anche negli altri paesi dell'America Latina. Equipaggiata con due motori da 903 cm³ di cilindrata, di derivazione Fiat 127, disponeva di 37 cavalli nella versione più potente e di 34 in quella depotenziata per poter utilizzare benzina a 85 ottani.
Il suo successo commerciale fu invero assai modesto e non ne risulta alcuna importazione ufficiale in Italia se non qualche esemplare immatricolato da concessionarie SEAT. In particolare non era in listino ma era disponibile tramite importazione parallela per i dipendenti FIAT, che potevano godere di forti sconti.
La sua erede può considerarsi la SEAT Panda, lanciata nel 1980; la produzione, che ammonta a 190.984 unità, termina in Argentina nel 1982.